# Campeonato de Clubes Mekong 2016
El Campeonato de Clubes Mekong 2016 fue la tercera edición de este torneo de fútbol a nivel de clubes del Sureste de Asia organizado por la AFF y que contó con la participación de 5 equipos de la región.
El Buriram United de Tailandia venció al Lanexang United de Laos en la primera final jugada a dos partidos para ganar el título por segunda ocasión.

## Primera ronda
| Pos. | Equipo          | Pts. | PJ | G | E | P | GF | GC | Dif. | Clasificación         |
| ---- | --------------- | ---- | -- | - | - | - | -- | -- | ---- | --------------------- |
| 1    | Lanexang United | 4    | 2  | 1 | 1 | 0 | 5  | 4  | +1   | Avanza a la Semifinal |
| 2    | Yadanarbon      | 2    | 2  | 0 | 2 | 0 | 5  | 5  | 0    |                       |
| 3    | SHB Đà Nẵng     | 1    | 2  | 0 | 1 | 1 | 3  | 4  | −1   |                       |

 Fuente: 
| 5 de noviembre de 2016 | Lanexang United                | 2–1     | SHB Đà Nẵng  | Chao Anouvong Stadium, Vientián, Laos      |                                            |
|                        | Khampheng 54' · Soukaphone 75' | Reporte | Vũ Phong 15' | Árbitro(s): Farhad Bin Mohamed ( Singapur) | Árbitro(s): Farhad Bin Mohamed ( Singapur) |

| 23 de diciembre de 2016 | SHB Đà Nẵng           | 2–2     | Yadanarbon                  | Hàng Đẫy Stadium, Hanói, Vietnam                |                                                 |
|                         | David 21' · Merlo 61' | Reporte | Myo Zaw Oo 45' · Omogba 55' | Árbitro(s): Muhammad Taqi Aljaafari ( Singapur) | Árbitro(s): Muhammad Taqi Aljaafari ( Singapur) |

| 27 de diciembre de 2016 | Yadanarbon                                    | 3–3     | Lanexang United                            | Mandalarthiri Stadium, Mandalay, Myanmar       |                                                |
|                         | Yan Paing 21' · William 85' · Wada Yuya 90+3' | Reporte | Manolom 11' · Latsamy 13' · Soukaphone 83' | Árbitro(s): Alongkorn Feemuechang ( Tailandia) | Árbitro(s): Alongkorn Feemuechang ( Tailandia) |

## Fase final

### Semifinal
| 31 de diciembre de 2016 | Boeung Ket Angkor | 0–3     | Lanexang United                                       | Olympic Stadium, Phnom Penh, Camboya           |                                                |
|                         |                   | Reporte | Soukaphone 39' · Phoutthasay 45+2' · Keoviengphet 81' | Árbitro(s): Nagor Amir Noor Mohamed ( Malasia) | Árbitro(s): Nagor Amir Noor Mohamed ( Malasia) |

### Final

#### Ida
| 4 de enero de 2017 | Lanexang United | 1–0     | Buriram United | Chao Anouvong Stadium, Vientián, Laos            |                                                  |
|                    | Khampheng 17'   | Reporte |                | Árbitro(s): Muhammad Nazmi Nasaruddin ( Malasia) | Árbitro(s): Muhammad Nazmi Nasaruddin ( Malasia) |

#### Vuelta
| 8 de enero de 2017                            | Buriram United                 | 2–0     | Lanexang United | Thammasat Stadium, Pathum Thani, Tailandia      |                                                 |
|                                               | Diogo 36' (pen.) · Seul-ki 49' | Reporte |                 | Árbitro(s): Muhammad Taqi Aljaafari ( Singapur) | Árbitro(s): Muhammad Taqi Aljaafari ( Singapur) |
| Buriram United gana 2-1 en el marcador global |                                |         |                 |                                                 |                                                 |

## Campeón
| Campeonato de Clubes Mekong 2016 |
| -------------------------------- |
| Bandera de Tailandia             |
| Buriram United 2º Título         |

## Goleadores
| Pos.                     | Jugador                   | Equipo          | GR1 | GR2 | SF | F1 | F2 | Total |  |
| ------------------------ | ------------------------- | --------------- | --- | --- | -- | -- | -- | ----- |  |
| 1                        | Soukaphone Vongchiengkham | Lanexang United | 1   | 1   | 1  |    |    | 3     |  |
|                          |                           |                 |     |     |    |    |    |       |  |
| 2                        | Khampheng Sayavutthi      | Lanexang United | 1   |     |    | 1  |    | 2     |  |
|                          |                           |                 |     |     |    |    |    |       |  |
| 3                        |                           |                 |     |     |    |    |    |       |  |
| Ezequiel David Britez    | SHB Đà Nẵng               |                 | 1   |     |    |    | 1  |       |  |
| Sebastián Gastón Merlo   | SHB Đà Nẵng               |                 | 1   |     |    |    | 1  |       |  |
| Diogo Luís Santo         | Buriram United            | Bye             | Bye | Bye |    | 1  | 1  |       |  |
| Biassi Nyakwe William    | Yadanarbon                |                 | 1   |     |    |    | 1  |       |  |
| Wada Yuya                | Yadanarbon                |                 | 1   |     |    |    | 1  |       |  |
| Go Seul-ki               | Buriram United            | Bye             | Bye | Bye |    | 1  | 1  |       |  |
| Keoviengphet Liththideth | Lanexang United           |                 |     | 1   |    |    | 1  |       |  |
| Latsamy Phachantha       | Lanexang United           |                 | 1   |     |    |    | 1  |       |  |
| Manolom Phomsouvanh      | Lanexang United           |                 | 1   |     |    |    | 1  |       |  |
| Phoutthasay Khochalern   | Lanexang United           |                 |     | 1   |    |    | 1  |       |  |
| Myo Zaw Oo               | Yadanarbon                | 1               |     |     |    |    | 1  |       |  |
| Yan Paing                | Yadanarbon                | 1               |     |     |    |    | 1  |       |  |
| Esoh Paul Omogba         | Yadanarbon                | 1               |     |     |    |    | 1  |       |  |
| Nguyễn Vũ Phong          | SHB Đà Nẵng               | 1               |     |     |    |    | 1  |       |  |